# 1972년 대낮 대화구
1972년 대낮 대화구(US 19720810)는 1972년 8월 10일 UTC 20시 29분에 지표면에서 57 km 상공을 지난 어스그레이징 유성이었다. 지구의 대기권으로 미국 유타주 상공에서 대낮(현지 시간으로 14시 30분 쯤)에 진입하여 북쪽으로 진행하여 캐나다의 앨버타주 상공에서 대기권을 벗어났다. 많은 이들에 의해 관측되었고 필름에 기록되었다.
그 모양과 궤적을 분석한 결과 그것은 직경 2~5미터의 유성체로서 아폴로 소행성으로 분류되어 있으며, 1997년 8월에 지구에 접근할 것으로 생각되었다. 그러나 유성체가 100초 동안 대기권을 통과하면서 그 속도가 초당 800 m가량 줄었다.